# 菜月ひかる
菜月 ひかる（なつき ひかる、2002年8月19日 - ）は、日本のAV女優。神奈川県出身。ジールグループ所属。

## 来歴
2022年10月19日、デビューを発表。
2023年1月11日からFALENOの専属女優となる。2023年11月に販売された桃太郎映像出版の作品では菜月が作品上で履いている吊りスカートのサスペンダーのバッククロスを見た共演者がアドリブでサスペンダーを手綱に見立てたパフォーマンスを行なっている。First Starの作品で2023年5月に発売された作品では菜月はサスペンダー付きのスカートで表紙に映っているが2年後の2025年6月に発売された総集編版で制作された作品の表紙ではサスペンダーを画像処理で消してスカート姿に編集されている。昨今の制服モデルチェンジの影響と特定の年齢世代を意識して作られてないことをメーカーとしての配慮が示している。

## 人物
趣味はアニメ鑑賞。
特技はマーチングバンド。

## 作品
- 新人20歳 真面目な生徒会長なのにめちゃくちゃ性欲強め 大きいおちんちんが大好きすぎる超敏感美少女AVデビュー（12月8日、maryGOLD）

- 初めての中出しエッチ体験 真面目な生徒会長の青春ヤリなおし初デート初中出し！ （1月12日、FALENO）
- 暇なド田舎に預けられた私は近所のおじさんを誘惑して毎日汗だくでヤリまくった（2月9日、FALENO）
- 美少女ペット連れ回し 早漏イクイク温泉旅行（3月3日、FALENO）
- えっ嘘だろ!?この状況ヤバ過ぎる「ラッキー！」お姉ちゃんの身体が堪らなくエロ過ぎる！姉誘惑中出し性交4時間（5月5日、グレイズ）
- メスガキ01 赤ちゃん作ろっ！清楚な美少女が中年相手にガチ恋。セフレおじさんに妊娠を迫るちょっぴり危ない課外授業…（5月27日、First Star）
- サブスクおま●こちゃん～妹系ひかるちゃん～（6月5日、グレイズ）
- 「ダメ！いっぱい潮出ちゃうよ◆」清楚な顔して意外とビッチだった元サッカー部マネージャーちゃん ～すっぴんのSEXもあるよ～（6月8日、AKNR）
- サポマン 普段はクールなのに白目剥いてイキ狂う綺麗系女子 ひかるMっ娘（6月20日、姦乱者）
- 希望を胸にやってきた新人メイドを朝から晩まで種付け痙攣性処理調教 嫌悪しか感じない男に泣きたくなるほど犯されて…（6月27日、outvision）
- 妄想系女子だった元生徒会長が夢にまで見たデカチンで開眼!?白目で潮吹き仰け反り絶叫痙攣 失神性交（7月4日、ABC/妄想族）
- 合宿所で女子部員とポコッたわいせつ映像 2（7月6日、AKNR）
- 調教志願 私がこんなにエッチだなんて、みんなにバレたらどうしよう…（7月4日、アタッカーズ）
- 私のアナルを買ってください。 孝行娘肛門処女喪失（8月1日、アタッカーズ）
- 転校生はチ◯ポ狂いの清楚系ぶっ壊れ肉便器（8月15日、エムズビデオグループ）
- 地味な転校生はノーハンドフェラでチ○ポをギンギンにして精子をごっくんしちゃうビッチだった…（8月24日、AKNR）
- 媚薬チ○ポで即ハメ中出しされた後も完全にキマるまで侵入者に居座られ意識がぶっ飛ぶほどイカされまくる貞淑妻3（9月7日、ナチュラルハイ）
- アナルのシワの数までハッキリわかる！ノーモザイク連続絶頂アナル見せオナニー（9月20日、アイエナジー）
- Wアナル姉妹 妹のアナルにこぶしを突っ込む姉。（10月3日、アタッカーズ）
- 性欲と願望を叶えてくれる癒しの美少女大人買い そら/ひかる（10月17日、姦乱者）
- おじさん、あそぼ ～1日だけのわるい子～（11月7日、桃太郎映像）
- みんな大好きメスガキッ!!（12月1日、OFFICE KS）
- 女帝遊戯 菜月ひかる 櫻井まみ 乙アリス（12月5日、アタッカーズ）
- 中に出してもいいから止まってください!!!押さえつけて逃がさないエンドレス奥突きバウンドピストンでイキ壊れた女（12月21日、ナチュラルハイ）

- 対面痴漢で何度もイカされ糸が引くほど舌を絡ませるベロキス発情娘2（1月11日、ナチュラルハイ）
- 訳が分からないほど乱れたSEX!「私は何回いっちゃったんでしょうか?」（1月23日、outvision）
- 湯船の中で乳首が勃起するまでイジられ続け拒めずレズイキさせられた美乳娘2（2月8日、ナチュラルハイ）
- 学校に馴染めない生意気生徒を4P輪● 無麻酔による2穴拡張強制白目アクメ 被験番号013 菜月ひかる（3月5日、妄想族）
- 素人せふれイチャラブ中出し VOL.6 のあ＆ひかる（3月24日、月刊彼女）
- 数珠繋ぎ宿なし少女盗撮 泊めてくれて潮も吹かせてくれると人気のシオおじAさんの日常（4月11日、ナチュラルハイ）
- 成績が下がった罰としてアナル好き塾講師に野外浣腸授業へ連れ出された気弱女子○生2（6月6日、ナチュラルハイ）
- 下校少女連れ去り監禁ガンギマリ肉便器2（6月6日、ナチュラルハイ）
- 侵入者から娘を守るためアナルを差し出す母 なのになのに…娘も巻き込み最悪のケツ穴ガン開き親子4P（6月20日、ナチュラルハイ）
- 「うちの子やっちゃってよ。」性悪義母の野蛮な悪友に真昼間の自宅で中出しされた生意気娘（7月25日、ナチュラルハイ）
- いびきをかく親の近くで嫌いな男にやられても絶頂を我慢していたのに中出し直前の奥突きピストンで同時イキしてしまった女は追撃中出しも拒めない（8月22日、ナチュラルハイ）
- 敏感な乳首をこねくり回され我慢できず大量失●…鬼イラマ輪●され意識朦朧白目トランス絶頂してしまうJ系 菜月ひかる（9月3日、妄想族）
- ナチュラルハイ25周年記念作品 生中集団9 増量SP＋シリーズ厳選11人総集編付き2枚組（9月26日、ナチュラルハイ）
- 肛内射精できるまで悪徳整体師にアナル開発マッサージされたスポーツ少女（10月10日、ナチュラルハイ）
- 転校してきた女生徒がイラマ大好き残酷な教育職員に弄ばれた七日間～口内狼藉で喉凹ザーメン精飲ヘクトパスカル～ 菜月ひかる（10月24日、FALENO TUBE）

### アダルトVR
2023年
- 激ピスにガチイキ！この制服女子とこれからSEXします！敏感ボディの黒髪美少女はクリよりも中が好き…イキっぷりがすごい色白彼女と潮吹き中出しエッチ！（6月17日、CRYSTAL VR）
- ボクに彼女がいるのを知りながら跨りオナニーで見せつけ誘惑してくるほろ酔い後輩！出来心突き上げピストンVR （8月8日、Kawaii）